# Максиметар
„Максиметар” је југословенска телевизијска серија снимљена 1970. године у продукцији Телевизије Београд.

## Улоге
| Глумац             | Улога       |
| ------------------ | ----------- |
| Драган Бабић       | Водитељ     |
| Драган Николић     | Водитељ     |
| Горан Султановић   | Водитељ     |
| Михајло Бата Ковач | Певач       |
| Јосипа Лисац       | Певачица    |
| Лео Мартин         | Певач       |
| Јелена Тинска      | Студенткиња |

Комплетна ТВ екипа ▼
| Редитељ                   | Дејан Караклајић      |                     |
| Редитељ                   | Бранислав Кичић       |                     |
| Редитељ                   | Арса Милошевић        |                     |
| Редитељ                   | Димитрије Станчуловић |                     |
| Сценариста                | Предраг Перишић       |                     |
| Директор фотографије      | Славко Алексијевић    |                     |
| Директор фотографије      | Властимир Банковић    | (1970)              |
| Директор фотографије      | Милоје Лазић          |                     |
| Директор фотографије      | Светозар Стошић       | (1970)              |
| Сценограф                 | Борислав Њежић        |                     |
| Костимограф               | Мира Чохаџић          |                     |
| Одсек за камеру и расвету | Здравко Игњатовић     | вођа расвете (1970) |
| Остала екипа              | Борис Радак           | кореограф (1970)    |